# Dessiatnikovo
Dessiatnikovo est un village du raïon de Tarbagataï en Bouriatie, dans la fédération de Russie. Il est le centre administratif de la colonie rurale de Dessiatnikovskoe.
Il est membre depuis 2016 de l'Association des plus beaux villages de Russie, et inscrit depuis cette même année dans le Guide des plus beaux villages de la Russie.

## Géographie
Dessitnikov est situé sur l'autoroute R258 Baïkal, à 11 km au sud-est du village de Tarbagataï, sur la rivière Tarbagataï, au confluent de celle-ci avec la rivière Argoun.

## Histoire
Le village est fondé dans la première moitié du XVIIIe siècle par des paysans de souche sibérienne. Il s'appelait alors Mikhalevka. En 1765, il est mentionné sous le nom de Dessiatnikovo. Des Vieux croyants-semeiskie y sont installés en 1777.
En 1919, pendant la guerre civile, un groupe de partisans y est constitué. Son commandant est l'ancien feldwebel Konstantin Illarionovitch Lochtchenkov, son frère Grégoire celui du détachement de renseignement. Le groupe perd deux hommes, tués dans la bataille de Ganzourno.

## Population
| 2002 | 2010 |
| ---- | ---- |
| 751  | 683  |

## Infrastructure
Le village dispose d'un établissement d'enseignement secondaire général, d'un poste d'aide médicale et obstétrique et d'une poste.

## Patrimoine culturel

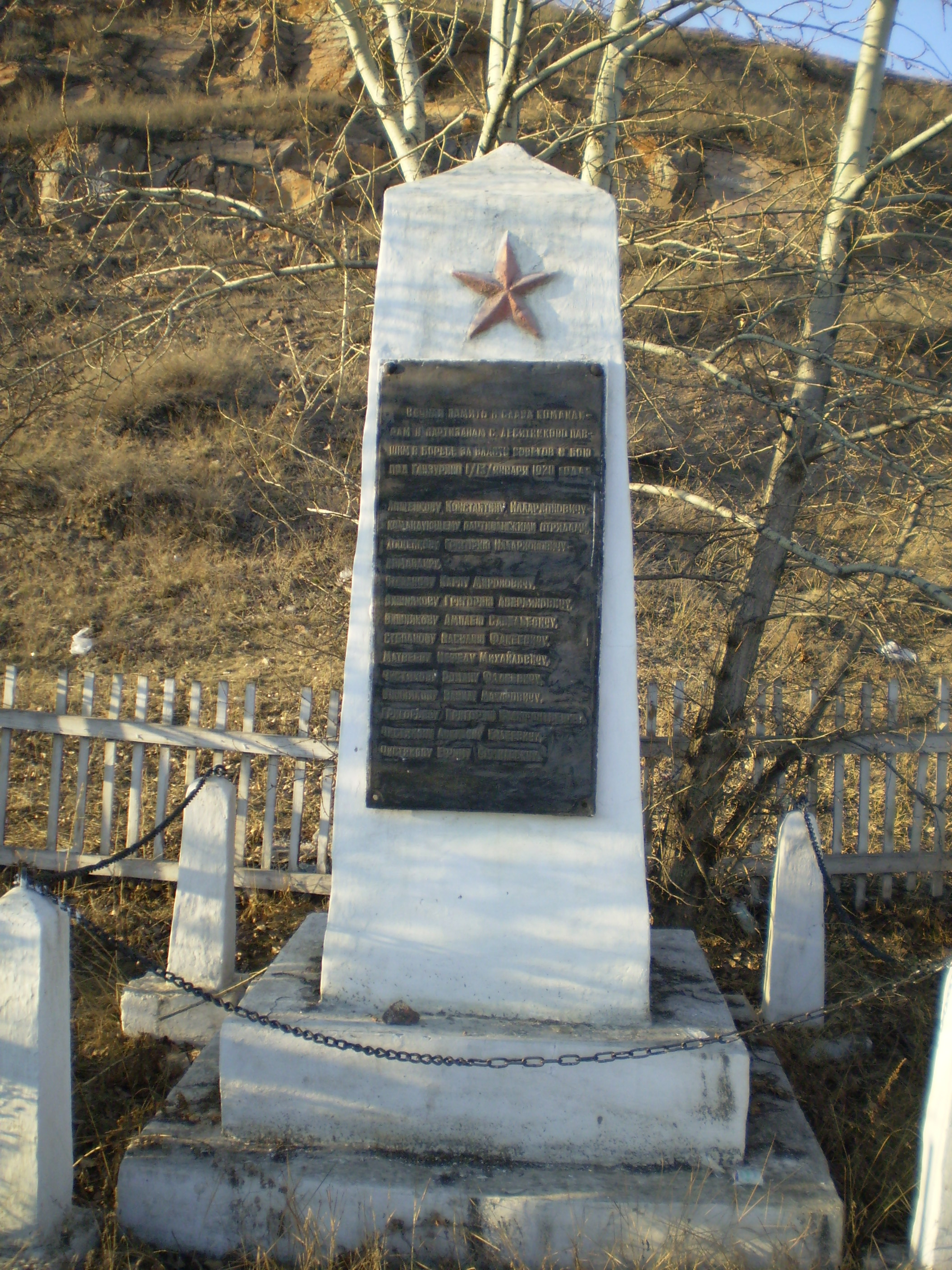
Monument de Dessiatnikovo

- Monument aux partisans tués dans la lutte pour le pouvoir des Soviets en janvier 1920.

## Liens
- Десятниково